# Begonia fagifolia
Begonia fagifolia là một loài thực vật có hoa trong họ Thu hải đường. Loài này được Fisch. mô tả khoa học đầu tiên năm 1836.